# Кончиков, Роман Сергеевич
Рома́н Серге́евич Ко́нчиков (23 июля 1987, Махачкала) — российский дартсмен. Участник чемпионата мира PDC, Кубка мира PDC, Кубка мира WDF и Кубка Европы WDF, четырёхкратный чемпион России. Мастер спорта России.
Первый игрок из России, который прошёл отбор на чемпионат мира PDC.

## Биография
Родился в многодетной семье в Махачкале. В начале 1990-х переехал в Москву. Начинал играть под руководством родителей Сергея и Марины Кончиковых.

## Карьера
Впервые стал чемпионом России в 2007 году, победив в командном чемпионате России в составе сборной Москвы. Его однокомандниками были Сергей Кузнецов, Павел Малютин и Павел Бобриков.
В 2009 году стал чемпионом России в личном зачёте, обыграв в финале Владимира Овчинникова.
В конце 2009 года завоевал право представить Россию на чемпионате мира PDC, обыграв в финале национального отбора Анастасию Добромыслову. В предварительном раунде ЧМ уступил Яркко Комуле из Финляндии (2:4) и покинул турнир.
Был участником первого Кубка мира PDC (2010). Российская команда, в состав которой вошли Роман Кончиков и Анастасия Добромыслова, в первом раунде обыграла Гибралтар (6:4), а во втором уступила Шотландии (2:6).

## Вне спорта
В 2007 году окончил спортивно-педагогический колледж комитета физической культуры и спорта Москвы, получил диплом по специальности «Преподаватель физической культуры и спорта».
Официально о завершении спортивной карьеры не объявлял, но после 2015 года фактически перестал участвовать в турнирах и сконцентрировался на административных обязанностях. Возглавляет спортивный клуб «Щемиловский» в Москве, там же работает тренером. Был вице-президентом московской федерации дартса.

## Семья
Отец — Сергей Кончиков, мастер спорта международного класса по стрельбе из лука, бывший президент Федерации дартса России.
Мать — Марина Кончикова (Царёва), финалист первого чемпионата России по дартсу (1992) и чемпионка России (1993, 1995), также возглавляла всероссийскую федерацию. 

## Достижения

### Личные
- Чемпион России (2009)

### Парные
- Чемпион России (2008)

### Командные
- Чемпион России (2007, 2008)

## Результаты на чемпионатах мира
- PDC 2010: Предварительный раунд (проиграл Яркко Комуле 2-4)